# Caroline Fourest
Caroline Fourest (Aix-en-Provence, 1975) ensayista, feminista militante y periodista francesa.
Diplomada en Historia y Sociología en el EHESS y en Ciencias Políticas, es titular de un DESS en comunicación política obtenido en la Sorbona.
Trabaja como redactora jefe de la revista Prochoix, revista que fundó en el año 1997 junto a la politóloga Fiammetta Venner y Moruni Turlot; también es periodista de Charlie Hebdo y profesora en el Instituto de Estudios Políticos de París. En el último tiempo Fourest se ha abocado a la cuestión del rol del islam integrista en la sociedad francesa.

## Obras

### Escritas
- Le Guide des sponsors du Front national et de ses amis (La guía de los espónsors del Frente Nacional y de sus amigos), París, Ediciones Raymond Castells, 1998. ISBN 2-912587-00-X
- con Fiammetta Venner, Les Anti-PACS ou la dernière croisade homophobe (Los Anti-PACS o la última cruzada homófoba), París, Ediciones Prochoix, 1999. ISBN 2-913749-00-3
- Foi contre choix: La Droite religieuse et le mouvement Pro-life aux États-Unis (Fe contra elección: la derecha religiosa y el movimiento pro-vida en Estados Unidos), Villeurbanne, Ediciones Golias, « Les enquêtes de Golias», 2001. ISBN 29-114-5378-6
- con Fiammetta Venner, Tirs croisés. La laïcité à l'épreuve des intégrismes juif, chrétien et musulman (Tiros cruzados: la laicidad ante los integrismos judíos, cristiano y musulmán), París, Ediciones Calmann-Lévy, 2003. ISBN 2-7021-3304-5; reeditado por Librairie générale française, « Le Livre de poche», 2005. ISBN 2-253-11437-5
- Frère Tariq. Discours, stratégie et méthode de Tariq Ramadan (Hermano Tariq. Discurso, estrategia y método de Tariq Ramadan), Paris, Ediciones Grasset, 2004. ISBN 2-246-66791-7
- Face au boycott. L'entreprise face au défi de la consommation citoyenne (Ante el boicot. La empresa ante el desafío del consumo ciudadano), París, Ediciones Dunod, 2005. ISBN 2-10-048936-4
- La Tentation obscurantiste (La tentación oscurantista), París, Ediciones Grasset, 2005. ISBN 2-246-69194-X (Premio Jean Zay 2006)
- Le Choc des préjugés. L'impasse des postures sécuritaires et victimaires (El choque de los prejuicios. El impasse de las posturas securitarias y victimistas), París, Ediciones Calmann Levy, 2007.ISBN 978-2-7021-3533-4
- con Fiammetta Venner, Les nouveaux soldats du Pape. Légion du Christ, Opus Dei, traditionalistes (Los nuevos soldados del Papa: Legionarios de Cristo, Opus Dei, tradicionalistas), Ediciones de Panamá, 2008.
- La Dernière utopie. Menaces sur l'universalisme (La última utopía: amenazas sobre el universalismo), Ediciones Grasset, 2009. ISBN 978-2246709718
- con Taslima Nasreen, Libres de le dire (Libres de decirlo), Flammarion, 2010.
- Les interdits religieux (Los dogmas religiosos), en colaboración con Fiammetta Venner, Ediciones Dalloz, 196 páginas, abril de 2010.
- L'Islamophobie Jérôme Blanchet-Gravel (dir.) et Éric Debroise (codir.), éditions Dialogue Nord-Sud, 2016, 250 p.

### Audiovisual
- Sœur Innocenta, priez pour nous ! (¡Hermana Innocenta, rezad por nosotros!), mediometraje documental (co-realizado con Fiammetta Venner).
- Safia et Sarah (Safia y Sarah), cortometraje, 18 minutos (guion y realización, producido por Pixelum).
- "Hymen: certifiées vierges" (Himen: certificadas vírgenes). Enviada especial, 2008.
- "La bataille des droits de l'homme" (La batalla por los derechos humanos). Arte, 21 de abril de 2009.

## Premios
- Premio de escenografía del Festival Cineffable por Safia et Sarah.[1]
- Premio Nacional de la Laicidad 2005 por Tirs croisés. La laïcité à l'épreuve des intégrismes juif, chrétien et musulman.
- Premio del libro político 2006 por La Tentation obscurantiste.
- Premio Jean Zay - Laicidad y República 2006 por La Tentation obscurantiste.
- Premio Condorcet-Aron por la Democracia 2008, Bruselas.